# Müfide İlhan
Müfide İlhan (Estambul, 19 de febrero de 1911-Bodrum, 2 de febrero de 1996) fue alcaldesa de Mersin, Turquía, a principios de la década de 1950. Es conocida por ser la primera mujer alcaldesa de Turquía . 

## Biografía
Nació el 19 de febrero de 1911 en Estambul .  Su padre era Mustafa Nazif, un oficial del ejército y su madre Emine, ama de casa. Tenía solo cuatro años cuando su padre Nafiz murió en Conk Bayırı durante la campaña de Gallipoli en la Primera Guerra Mundial. Después de la guerra, fue enviada a Ankara, donde completó su educación primaria. Después de la liberación de Estambul, se mudó a Estambul y completó su educación secundaria en la Escuela secundaria para niñas Kandilli .  En 1928 terminó su formación en la universidad como maestra y empezó a trabajar en Estambul. 
En 1928 se casó con Nuri Çetinkaya, un oficial del ejército. Acompañó a su marido en varias ciudades turcas como Erzurum y Kırklareli. Cuando su esposo fue nombrado agregado militar turco en Berlín, Alemania, estudió en el Instituto Pestalozzi-Fröbel-Haus. Sin embargo, en 1936 la pareja se divorció y Müfide regresó a Ankara.
En Ankara conoció al doctor Faruk İlhan quien debía viajar a Kabul, Afganistán, para establecer la escuela de Medicina de la Universidad de Kabul. Se trasladaron a Kabul y allí se casaron. Vivieron en la capital afgana hasta que en 1945, hacia el final de la Segunda Guerra Mundial, la pareja decidió regresar a Turquía. A causa de las dificultades durante la guerra y los disturbios en Karachi la pareja regresó a casa en automóvil por Irán, lo que parecía imposible para muchas personas en 1945. En 1946, decidieron establecerse en Mersin, la ciudad natal de Faruk İlhan. 

## Trayectoria política
En Mersin comenzó a interesarse por la política. El Partido Demócrata (DP) derrotó al Partido Republicano del Pueblo (CHP) en las elecciones generales de 1950, poniendo así fin a 27 años de gobierno del CHP, que más tarde se denominó la "revolución blanca". Müfide İlhan se convirtió en alcaldesa de Mersin como candidata del Partido Demócrata en las elecciones del 3 de septiembre de 1950 convirtiéndose en la primera alcaldesa de Turquía, en un momento en que la participación de las mujeres turcas en la política seguía siendo considerablemente baja.
İlhan, como la mayoría de los reformistas de la época, estaba en contra de la administración autoritaria del gobierno del CHP anterior a 1950. Sin embargo, ella no estaba en contra de la ideología de CHP, el llamado kemalismo. Por lo tanto, algunos de los primeros movimientos del gobierno de DP, que parecían estar en contra del kemalismo, la decepcionaron. Por ejemplo, le resultó difícil aceptar que el gobierno de DP levantara la prohibición del ezan árabe.  Fue el gobierno de la CHP, que inició ezan en turco en 1932 en lugar de en árabe tradicional. 
El 17 de diciembre de 1951, tras un año de intenso trabajo, dimitió de su cargo. Después de un tiempo ella también renunció al partido. Formó una liga llamada 'Liga para apoyar a candidatos independientes' en Mersin. También publicó un boletín de corta duración llamado Mücadele ( en inglés: Struggle   ). Sin embargo, después de que su esposo fuera designado para İzmit como médico jefe, dejó Mersin en 1955.

## Otras actividades
Entre 1968 y 1981 trabajó como profesora en Alemania para inmigrantes turcos. Trabajó en varias asociaciones sociales. En sus últimos años, donó a hospitales y a una casa de retiro en Mersin. 

## Vida personal
Müfide tuvo siete hijos; dos hijas del primer matrimonio, un hijo y tres hijas del segundo matrimonio y un hijo adoptivo. En 1965, fue elegida como la "madre del año" por la Asociación Turca de Madres.

## Legado
Un barrio del municipio de Akdeniz y un parque público del municipio de Yenişehir llevan su nombre. Una de las galerías de arte de İçel Sanat Kulübü (el principal club de arte de Mersin) también lleva su nombre. El 4 de abril de 2015, el municipio de Mersin erigió una estatua de Müfide İlhan